# Canon EF 600 мм
Canon EF 600 мм f/4L IS II USM — сверхдлиннофокусный объектив с постоянным фокусным расстоянием семейства Canon EF компании Canon серии «L» с автофокусом, стабилизатором изображения и ультразвуковым приводом автофокусировки (USM).
Учитывая кроп-фактор 1,6×, характерного для неполнокадровых матриц формата APS-C цифровых зеркальных фотоаппаратов Canon EOS, например для Canon EOS 60D, угол изображения этого объектива для таких камер будет равен углу изображения объектива с фокусным расстоянием 960 мм, установленного на полнокадровые фотоаппараты формата 135.
Существует 3 вида 600-мм объективов Canon EF:
- Canon EF 600 мм f/4L USM
- Canon EF 600 мм f/4L IS USM
- Canon EF 600 мм f/4L IS II USM

## История
- 1988, ноябрь: анонс объектива первого поколения без стабилизатора Canon EF 600 мм f/4L USM
- 1999, сентябрь: анонс объектива второго поколения со стабилизатором Canon EF 600 мм f/4L IS USM
- 2011, февраль: анонс объектива третьего поколения со стабилизатором Canon EF 600 мм f/4L IS II USM. Отгрузки начались в мае 2011 года.[2]

## Характеристики
Объектив Canon EF 600 мм f/4L IS II USM сконструирован из титана и магниевого сплава. Оптическая схема включает 15 элементов в 12 группах, среди них два флюоритовых элемента и линзы с ультранизкой дисперсией (UD), снижающие аберрации и искажения. Применено антибликовое покрытие Subwavelength Structure Coating (SWC), снижающее блики и ореолы, возникающие от внутренних переотражений. Благодаря новой оптической схеме Canon EF 600 мм f/4L IS II USM стал на 27 % светлее, чем объективы предыдущих поколений.
Во время фокусировки передняя часть объектива остаётся неподвижной. Для вставных светофильтров диаметра 52 мм в специальной оправе, имеется небольшой отсек около хвостовой части объектива. Объектив поставляется с собственным транспортировочным кейсом без колёс. Вес объектива 4 кг.
Имеются три режима стабилизации: стандартный IS MODE1; следящий со стабилизацией только по вертикали, для съёмок с проводкой IS MODE2; срабатывающий непосредственно во время спуска затвора для экономии заряда аккумулятора IS MODE3 (группа стабилизирующих линз активируется только на время экспозиции). Эффективность стабилизации составляет 4 стопа.
Ограничитель дистанции фокусировки имеет три диапазона: от 4,5 м до 16 м; от 16 м до бесконечности; от 4,5 м до бесконечности.
Кроме двух стандартных режимов фокусировки AF и ручного MF есть третий двухскоростной режим Power Focus (PF), позволяющий плавно наводить на резкость с постоянной скоростью и предназначенный для видеозаписи. В режиме PF сдвиг фокуса производится вращением отдельного кольца Playback ring на объективе.
Благодаря наличию отдельной кнопки Focus Preset фотограф может по её нажатию вернуться на заранее установленное кольцом Playback ring значение дистанции фокусировки.
Вес объектива первого поколения составляет 6,0 кг. В объективе Canon EF 600 мм f/4L IS USM второго поколения, несмотря на значительное увеличение количества линз в схеме, вес снизился до 5,36 кг. В третьем поколении инженерам Canon удалось ещё значительно уменьшить вес до 3,92 кг.
|                             | f/4L USM              | f/4L IS USM                      | f/4L IS II USM          |
| --------------------------- | --------------------- | -------------------------------- | ----------------------- |
| Изображение                 |                       |                                  |                         |
| Особенности                 |                       |                                  |                         |
| Полный кадр                 | Да                    | Да                               | Да                      |
| Стабилизатор изображения    | Нет                   | Да                               | Да                      |
| Всепогодность               | Да                    | Да                               | Да                      |
| Ультразвуковой привод (USM) | Да                    | Да                               | Да                      |
| Шаговый двигатель           | Нет                   | Нет                              | Нет                     |
| L-серия                     | Да                    | Да                               | Да                      |
| Дифракционная оптика (DO)   | Нет                   | Нет                              | Нет                     |
| Макро                       | Нет                   | Нет                              | Нет                     |
| Спецификация                |                       |                                  |                         |
| Фокусное расстояние         | 600 мм                | 600 мм                           | 600 мм                  |
| Диафрагма (макс./мин.)      | f/4 / f/32            | f/4 / f/32                       | f/4 / f/32              |
| Схема                       | 9 элементов / 8 групп | 17 элементов / 13 групп          | 16 элементов / 12 групп |
| Лепестки диафрагмы          | 8                     | 8                                | 9 (circular aperture)   |
| Мин. дистанция фокусировки  | 6 м (17,95 футов)     | 5,5 м (16,45 футов)              | 4,5 м (14,8 футов)      |
| Макс. увеличение            | 0,11×                 | 0,12×                            | 0,15×                   |
| Угол зрения горизонтальный  | 3°30'                 | 3°30'                            | 3°30'                   |
| Угол зрения вертикальный    | 2°20'                 | 2°20'                            | 2°20'                   |
| Угол зрения диагональный    | 4°10'                 | 4°10'                            | 4°10'                   |
| Размеры                     |                       |                                  |                         |
| Вес                         | 6000 г (212,4 унции)  | 5360 г (189,8 унции)             | 3920 г (138,8 унции)    |
| Макс. диаметр               | 167 мм (6.6")         | 168 мм (6.6")                    | 168 мм (6.6")           |
| Длина                       | 456 мм (17.9")        | 456 мм (17.9")                   | 448 мм (17.6")          |
| Диаметр фильтра             | 48 мм (задний)        | Вставной 52(WII)-серии           | Вставной 52(WII)-серии  |
| Аксессуары                  |                       |                                  |                         |
| Чехол                       | ?                     | 600                              | 600B                    |
| Бленда                      | ?                     | ET-160                           | ET-160 (WII)            |
| Крышка                      | ?                     | E-185                            | E-185B                  |
| Стоимость                   |                       |                                  |                         |
| Дата анонса                 | 1988, ноябрь          | 1999, сентябрь                   | 2011, июнь              |
| Статус производства         | Нет                   | Нет                              | Да                      |
| MSRP US$                    | 923000 йен            | 1290000 йен (с чехлом и блендой) | $11499                  |

## Совместимость

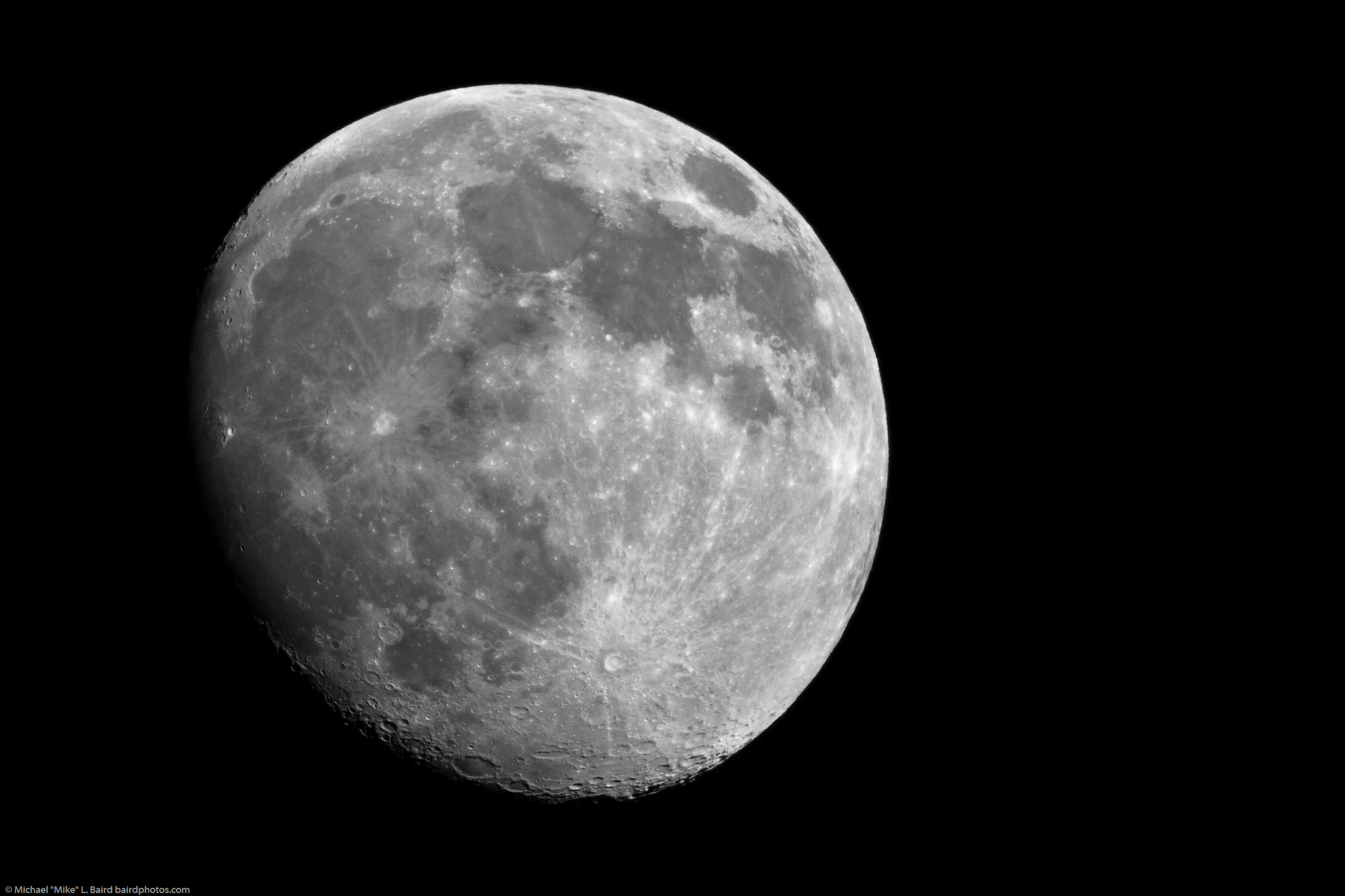
Луна, снятая на объектив Canon EF 600 мм f/4L IS USM с конвертором 2,0×

Объектив Canon EF 600 мм f/4L IS II USM совместим с телеконвертерами Canon Extender EF. При совместном использовании с экстендером 2,0× и камерой Canon EOS-1D X Mark II (1D X, 1D Mark IV) или камерой Canon EOS 5D Mark III с обновлённой прошивкой сохраняется работоспособность автофокуса, однако с другими моделями фотоаппаратов остаётся только поддержка ручного фокуса MF. При использовании с экстендерами фокусировка на бесконечность невозможна. Для корректной передачи метаданных необходимо сначала подключить экстендер к объективу, а затем эту систему соединить с камерой.
При этом фокусное расстояние увеличивается до следующих значений:
- 840 мм f5.6 — с экстендером 1,4×
- 1200 мм f8.0 — с экстендером 2,0×
- 1680 мм f11.0 — при одновременном использовании экстендеров 1,4× и 2,0× (экстендер 1,4× устанавливается между объективом и 2,0×)

## Видеорежим
С анонсом Canon EF 600 мм f/4L IS II USM компания впервые представила новый режим Power Focus (PF). На объективе имеется второе дополнительное кольцо фокусировки Playback ring, которое обычно используется фотографом для установки пресета дистанции фокусировки Focus preset. Вращая Playback ring с медленной или быстрой скоростью, соответственно будет изменяться дистанция фокусировки благодаря встроенным электромоторам. Однако использование этой функции осложняется тем, что достаточно совсем незначительного поворота Playback ring для активации низкой скорости, а затем и перехода на высокую скорость. При этом второй режим скорости слишком быстрый для большинства сценариев видеосъёмки.

### Недостатки
Хотя Canon и заявила, что объектив рассчитан на видеооператоров, снимающих дикую природу, однако дизайн продукта недостаточно продуман для удобной работы:
- Кольцо фокусировки Playback ring находится далеко от камеры, его приходится вращать на вытянутой руке из-за чего уже через непродолжительное время чувствуется усталость.
- При панорамировании во время съёмки видео силы оптического стабилизатора недостаточно для получения плавных кадров.
- Функцию Focus preset невозможно использовать для получения художественных кадров с переводом фокуса от текущей точки к установленной пресетом, так как перевод фокуса осуществляется слишком быстро, при этом возможность регулировки скорости перевода отсутствует.
- При переводе фокуса проявляется эффект «дыхания» из-за чего изменяется размер изображения.[2]

## Цена
В феврале 2011 года объектив поступил в продажу по цене $12999. Спустя некоторое время стоимость снизилась до $11499.

## Конкуренты
- Canon EF 500 mm f/4 L IS USM
- Sigma 300–800 mm f/5.6 EX HSM
- Sigma 200–500 mm f/2.8 EX
- Nikkor 600 mm f/4D ED-IF AF-I
- Nikkor 600 mm f/4D ED-IF AF-S II

Линзовые малосветосильные зумы:
- Samyang 650—1300 мм f/8.0-16.0 MC IF (байонет Canon EF через Т-адаптер)

Зеркально-линзовые:
- Samyang Samyang 500mm f/8 (байонет Canon EF через Т-адаптер)
- Samyang Samyang 800mm f/8 (байонет Canon EF через Т-адаптер)

## Галерея

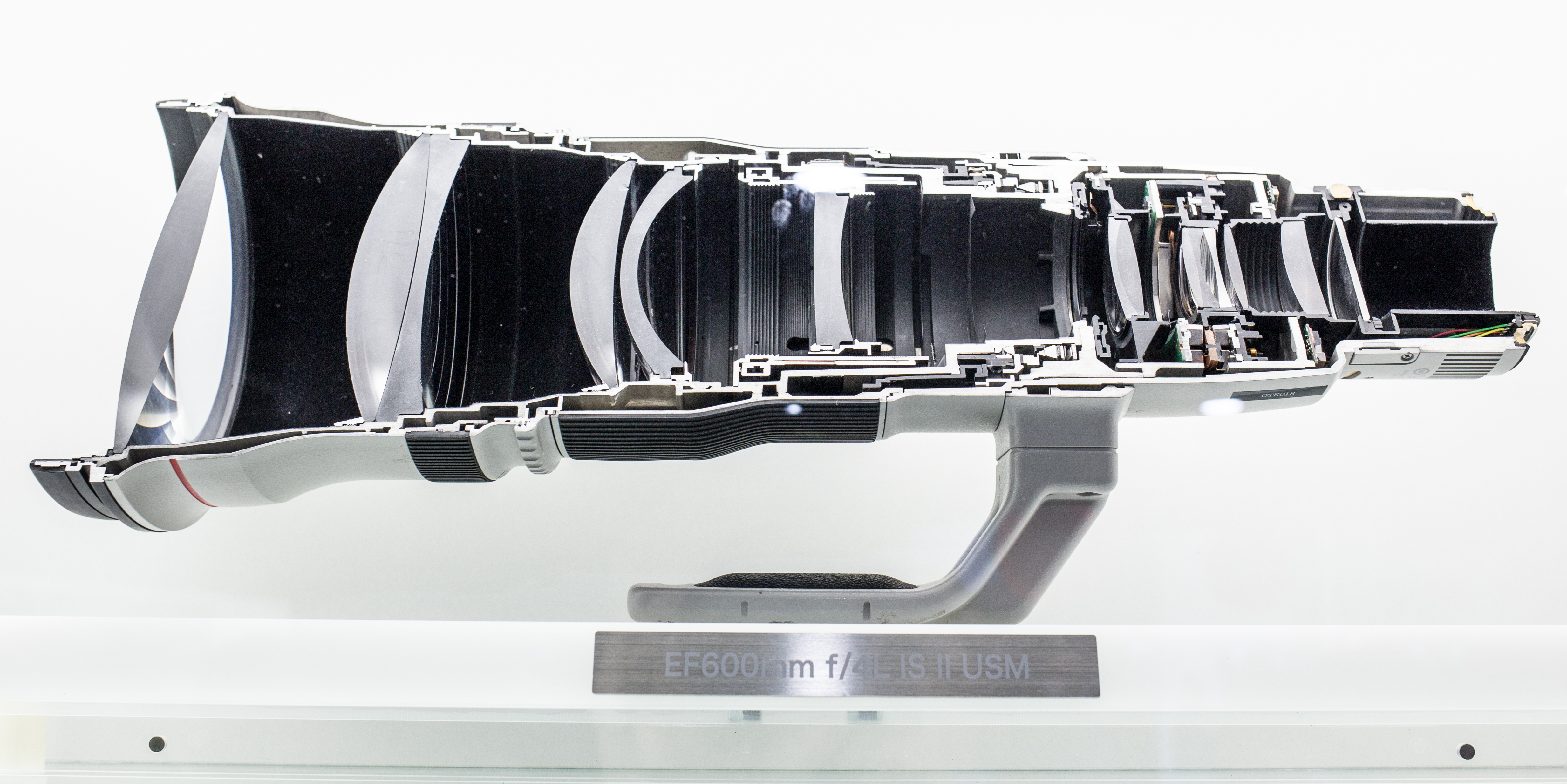
Внутреннее строение объектива Canon EF 600 mm f/4L IS II USM